# Pepi III
Seneferankhre Pepi III là một pharaon thuộc của Vương triều thứ 16, thời kỳ Chuyển tiếp thứ Hai của Ai Cập cổ đại. Theo Wolfgang Helck ông là pharaon thứ năm của vương triều. Trái lại, Jürgen von Beckerath xếp ông vào vị trí thứ 13. Bởi chính vì thời gian cai trị cũng như thứ tự trị vì không rõ ràng, người ta vẫn chưa thể xác định được người tiền vị và kế vị của Pepi III.
Tên của Pepi III chỉ được biết qua duy nhất một con dấu hình bọ hung. Dựa vào kiểu dáng của con dấu này, Kim Ryholt khẳng định ông là một pharaon trị vì vào giai đoạn Vương triều thứ 16.